# Stourbridge Lion

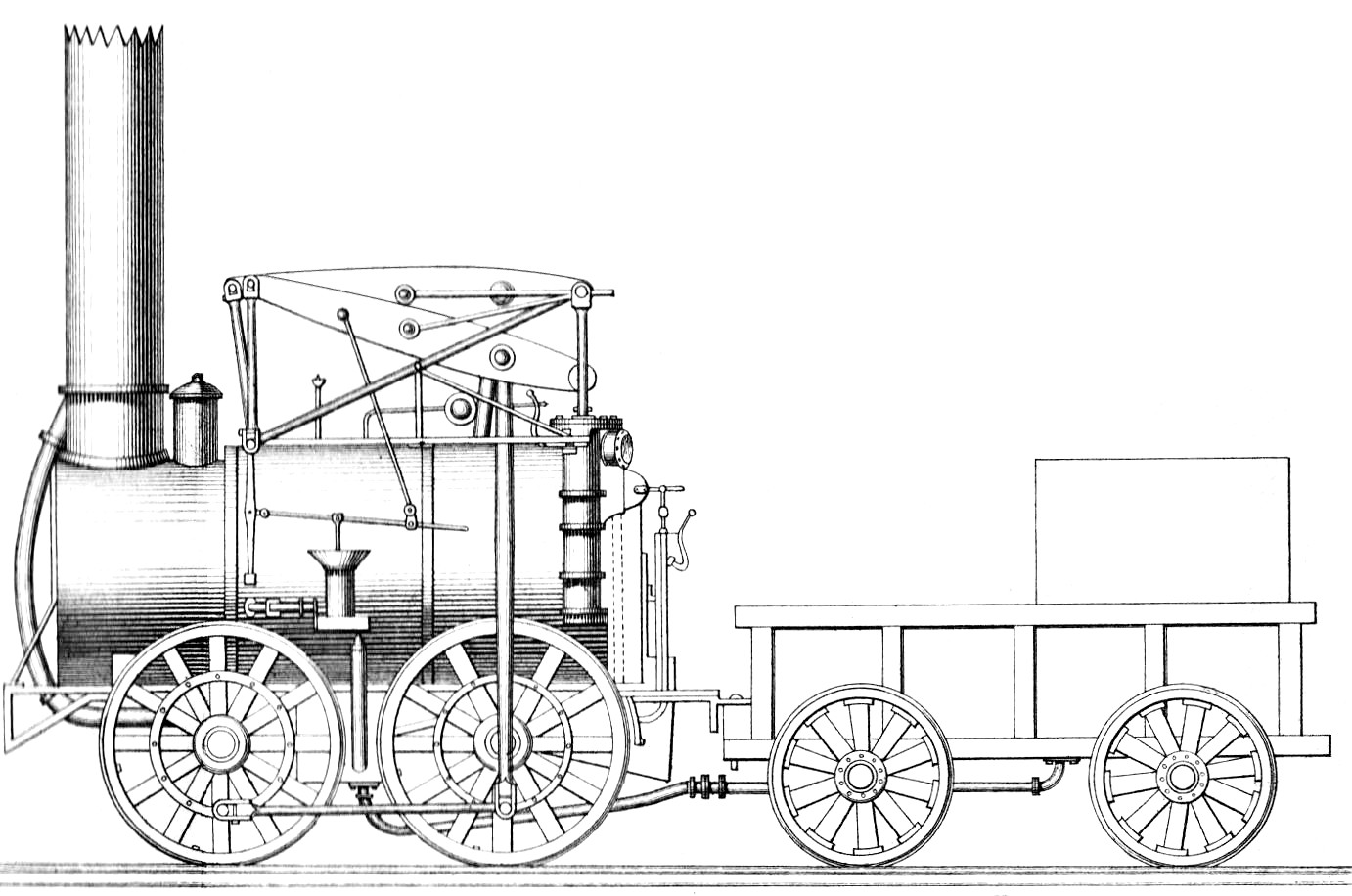
Lithografie der Stourbridge Lion

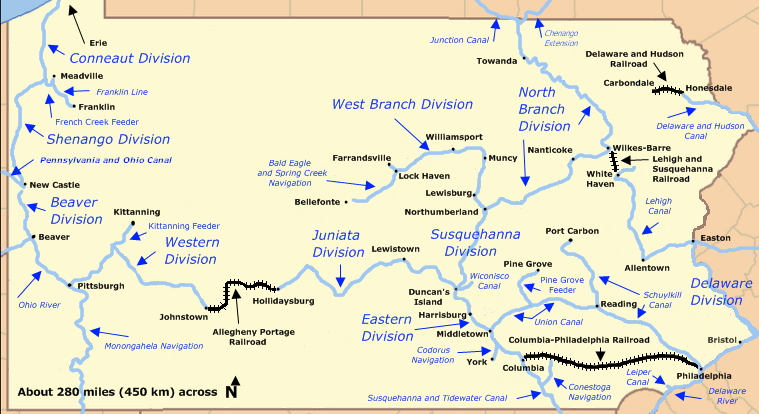
Kanäle und Bahnstrecken in Pennsylvania im 19. Jahrhundert. Die Bahnstrecke der Delaware & Hudson Canal Company ist im äußersten Nordosten von Pennsylvania zu sehen.

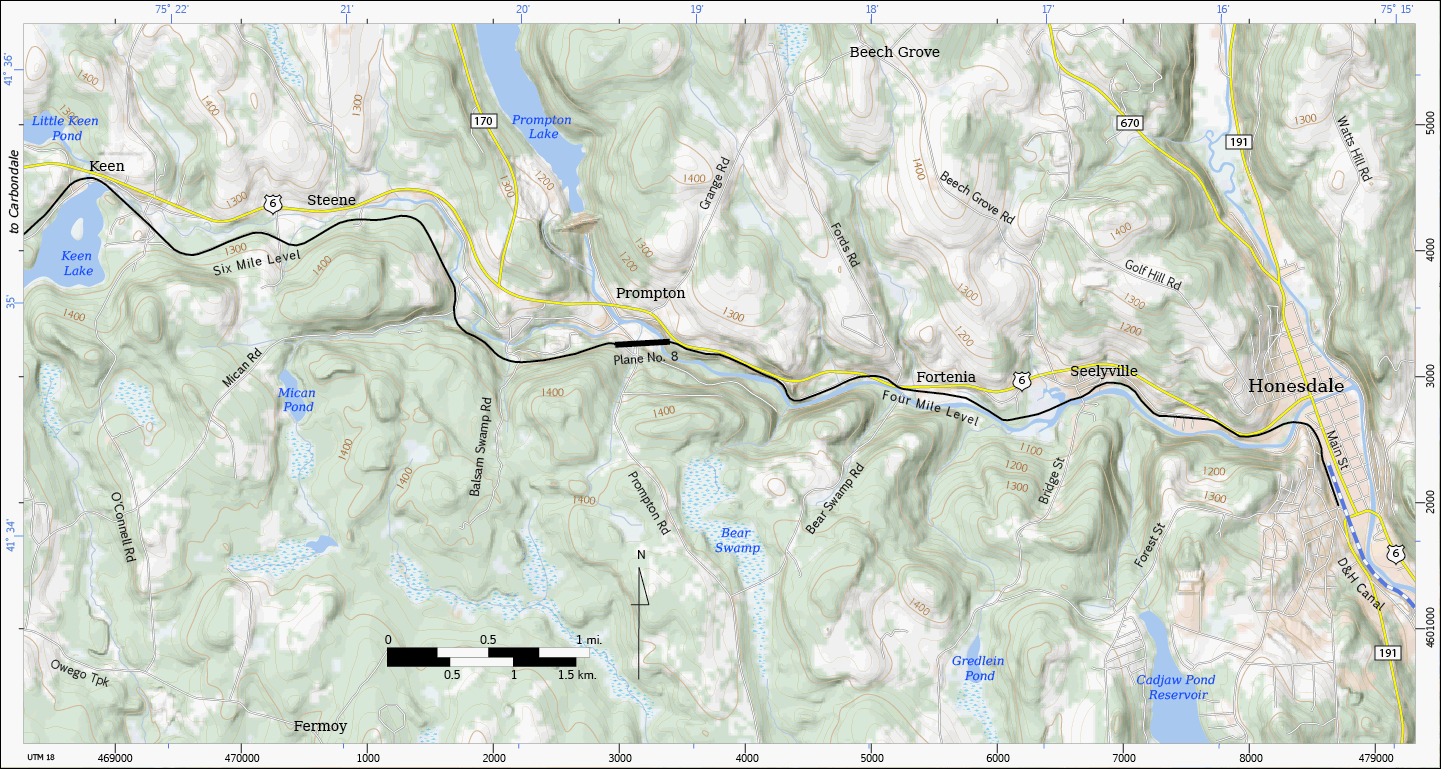
Der östliche Teil der Strecke Honesdale–Carbondale ca. 1829, wo der Einsatz der Stourbridge Lion vorgesehen war. Der dicke schwarze Strich war die einzige Schiefe Seilebene in diesem Streckenabschnitt.

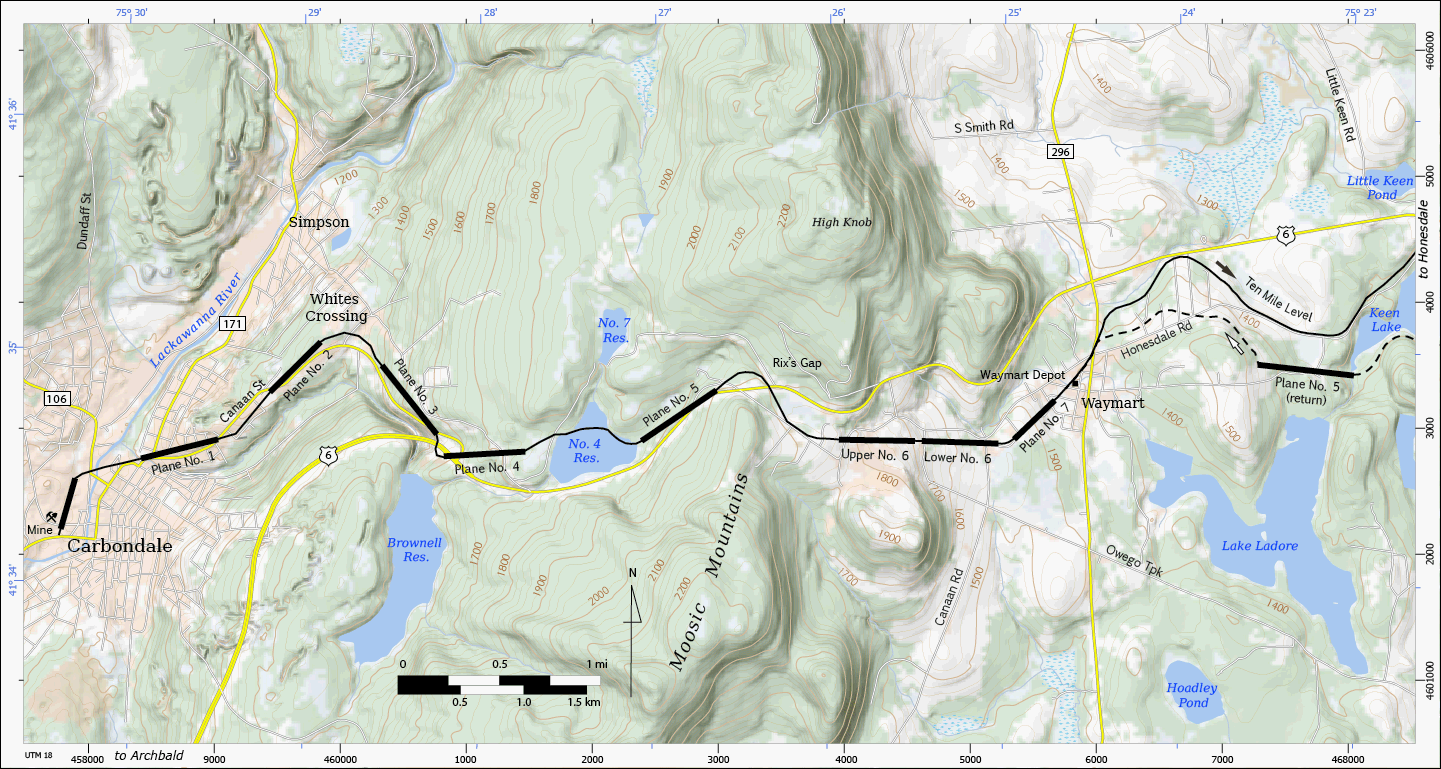
Der westliche Teil der Strecke mit mehreren schiefen Seilebenen

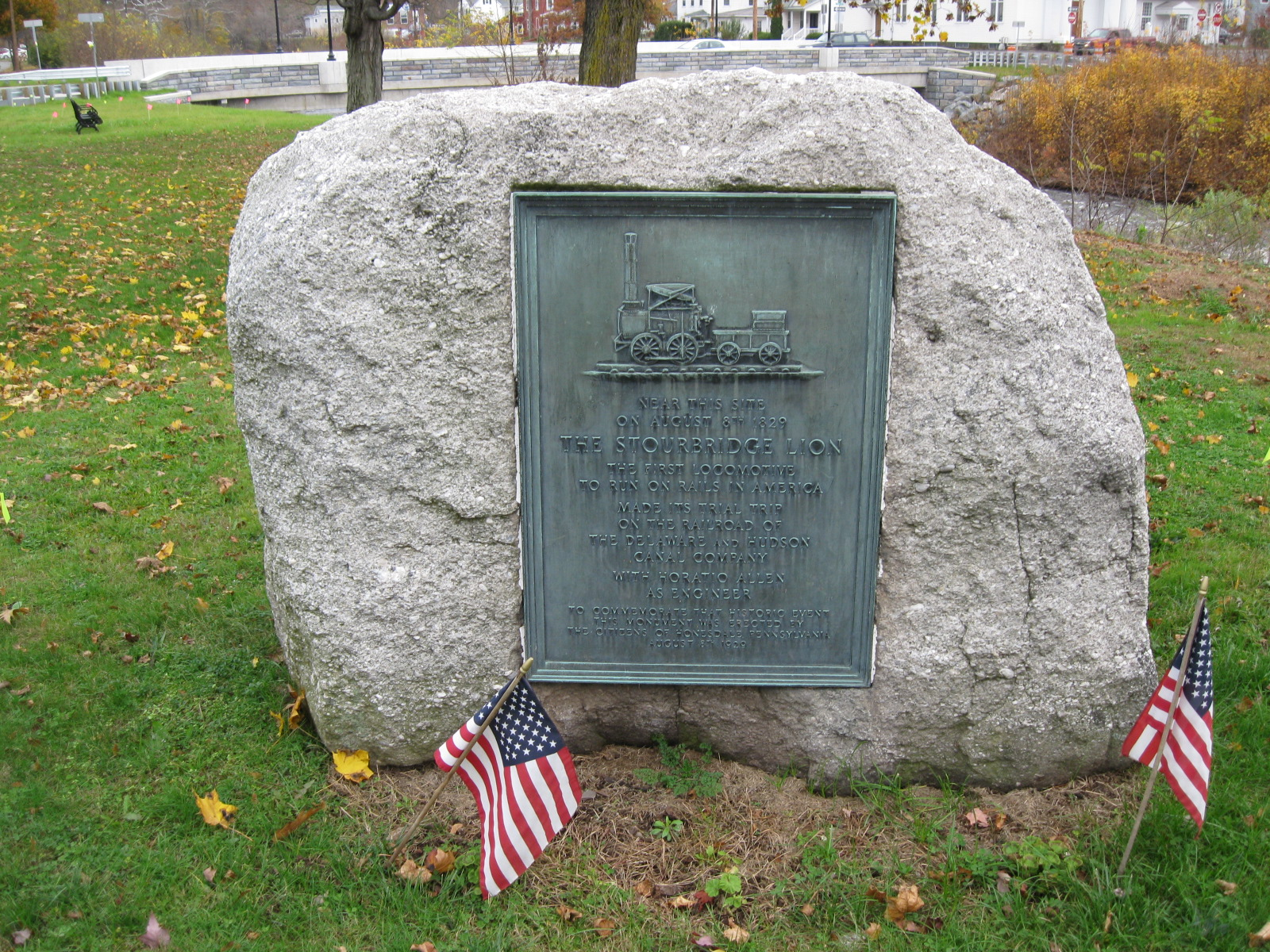
Gedenkstein an die erste Fahrt der Stourbridge Lion in Honesdale, Pennsylvania

Die Stourbridge Lion war eine Dampflokomotive der Delaware and Hudson Canal Company. Der Name der Lokomotive leitet sich aus Stourbridge, dem Firmensitze des Herstellers Foster, Rastrick and Company, und dem vorne auf den Kessel gemalten Löwengesicht ab.
Die Stourbridge Lion hatte am 9. August 1829 in Pennsylvania eine Probefahrt ohne Last unternommen, welche als erste Fahrt einer für kommerzielle Nutzung vorgesehenen Dampflokomotive in den Vereinigten Staaten gilt. Die Stourbridge Lion und die drei Schwesterlokomotiven gingen nie in den kommerziellen Betrieb, weil sie zu schwer für die Strecken der Bahngesellschaft waren.

## Geschichte
Eine der ältesten Eisenbahnen in den USA wurde von der Delaware & Hudson Canal Company, der späteren Delaware and Hudson Railway, betrieben. Die Gesellschaft erhielt 1823 die Aufgabe, eine Eisenbahnverbindung zwischen New York City und den Kohlefeldern bei Carbondale (Pennsylvania) Kanäle zu bauen und zu betreiben. Der Transport der Kohle sollte zuerst gänzlich auf dem Wasser erfolgen, doch die Ingenieure der Delaware & Hudson Canal Company dachten bereits 1825 an einen Bahntransport auf den ersten 25 km der Strecke, welche durch das hügelige Gelände der Moosic Mountains führen. Das Westende des Kanals wurde deshalb nicht in Carbondale, sondern in Honesdale (Pennsylvania) geplant, wo die Kohle von der Eisenbahn auf die Kanalschiffe umgeladen werden sollte.
John B. Jervis, der spätere Erfinder der Achsfolge 2'A Jervis, wurde 1827 zum Leitenden Ingenieur der Delaware & Hudson Canal Company ernannt. Er plante für die Bahnstrecke acht Schiefen Seilebenen und drei horizontale Streckenabschnitte, welche mit Lokomotiven betrieben werden sollten. Der Vorstand der Gesellschaft war dem Plan von Jervis wohlgesonnen, zögerte aber etwas bei der Umsetzung, weil mit der damals neuen Technologie der Eisenbahn noch keine Erfahrungen vorlagen.
1828 reiste Horatio Allen, ein ehemaliger Mitarbeiter von Jervis, nach England, um sich dort mit der Eisenbahntechnik vertraut zu machen. Allen erhielt von Jervis den Auftrag, für die geplante Eisenbahn die Lokomotiven und Schienen zu kaufen. Allen schrieb im Juli zurück, dass er für die Bahn vier Lokomotiven bestellt hätte – drei von Foster, Rastrick and Company und eine von Robert Stephenson and Company.
Die von Robert Stephenson entwickelte Pride of Newcastle erreichte am 15. Januar 1829 die Vereinigten Staaten, die von John Urpeth Rastrick entwickelte Stourbridge Lion vier Monate später, am 13. Mai 1829. Über die anderen beiden Lokomotiven von Rastrick mit den Namen Hudson und Delaware sind keine weiteren Details bekannt.
Die Lokomotive wurde nach ihrem Schiffstransport über den Atlantik in der West Point Foundry im Bundesstaat New York wieder zusammengebaut und im aufgebockten Zustand mit den Rädern in der Luft mit Dampf aus der Fabrik getestet und dem interessierten Publikum vorgeführt. Nach einem weiteren Transport nach Honesdale, Pennsylvania, erfolgte dort eine vielbeachtete Probefahrt mit der Stourbridge Lion am 8. August 1829. Die Lokomotive funktionierte gut, zerstörte aber die befahrenen Gleise. Die für 4 Tonnen schwere Fahrzeuge ausgelegten Geleise waren der 7,5 Tonnen schweren Lokomotiven nicht gewachsen, weshalb sie nach einer weiteren Probefahrt am 9. September abgestellt wurde.

### Verbleib und erhaltene Teile
Ein Brief von 1834 zeigt, dass die Eisenbahngesellschaft versuchte, die Lokomotiven zu verkaufen, was ihr jedoch nicht gelang. Sie schienen für die neuen Eisenbahnen ungeeignet und mit ihrem Balancierhebeltreibwerk bereits veraltet zu sein. Außerdem bauten amerikanische Hersteller bereits ab 1830 eigene Lokomotiven mit einem geeigneteren Design. Die vier Lokomotiven der Delaware and Hudson Canal Company dienten deshalb nur als Spender von Schmiedeeisen bis Mitte der 1840er Jahre. 1845 war nur noch der Kessel der Stourbridge Lion übrig, der in der Gießerei von John Simpson in Carbondale während fünf Jahren für eine stationäre Dampfmaschine weiterverwendet wurde, bevor der Besitzer an die Westküste zog und sein Glück im Kalifornischen Goldrausch suchte.
Die Gießerei wurde einige Jahre später an neue Besitzer verkauft, welche den Kessel bis 1871 weiter nutzten, bevor sie 1874 versuchten, den mittlerweile über 40 Jahre alten Kessel als historisch wertvolles Objekt für 1000 $ zu verkaufen. Der Verkauf gelang nicht, aber der Kessel wurde auf der Nationalen Eisenbahntechnikausstellung 1883 in Chicago von der Delaware and Hudson Canal Company gezeigt, wobei viele Kesselarmaturen auf dem Weg zur Ausstellung oder auf der Ausstellung selbst von Souvenirjägern zum Teil unter Zuhilfenahme von Vorschlaghammer und Meißel entwendet wurden. Early, der Besitzer des Kessels, versuchte, mit diesem Gewinn zu machen, indem er den Torso in Scranton ausstellte und für die Besichtigung 10 Cents pro Kopf verlangte. Das Unternehmen scheiterte, und der Kessel gelangte 1890 zusammen mit einem Zylinder, zwei Balancierhebeln und vier Radreifen in die Sammlung der Smithsonian Institution. Die Radreifen könnten aber auch zur Pride of Newcastle gehören, welche den gleichen Treibradsatzdurchmesser hatte. An der Centennial Exhibition von 1876 waren die Radreifen jedenfalls zusammen mit den Kurbelringen dieser Lokomotive ausgestellt.
Die Smithsonian Institution versuchte, die Lokomotive unter Verwendung der vorhandenen Teile wieder aufzubauen, aber das Unternehmen scheiterte, weil nur wenige Teile erhalten geblieben waren, die überdies nicht einmal eindeutig der Stourbridge Lion zugeordnet werden konnten. Eine Zeit lang waren die Teile in der Transport Hall im National Museum of American History in Washington, D.C. ausgestellt, bevor sie als Leihgabe ins Baltimore and Ohio Railroad Museum in Baltimore kamen, wo sie zusammen mit einem Modell der Lokomotive zu sehen sind.

### Anfechtung derErsten Fahrt
Es ist nicht sicher, ob die Fahrt der Stourbridge Lion tatsächlich die erste Fahrt einer Lokomotive auf der Bahn war. Nach einigen Quellen könnte die erste Fahrt mit der Pride of Newcastle unter Ausschluss der Öffentlichkeit stattgefunden haben. Von dieser Lokomotive ist wenig bekannt, obwohl sie vor der Stourbridge Lion in Amerika eingetroffen ist. Auf Empfehlung von Horatio Allen sollte sie auf der horizontalen Strecke über den Scheitelpunkt der Verbindung eingesetzt werden. Es besteht die Vermutung, dass die Lokomotive bereits am 26. Juli 1829 ohne Publikum getestet wurde und sich entweder zeigt, dass die Lokomotive für den Betrieb ungeeignet war, oder sich eine Kesselexplosion ereignete, welche die Lokomotive zerstörte.
1981 tauchte bei einem New Yorker Antiquitätenhändler eine kleine sargförmige Holzschatulle auf mit den Inschriften John B. Jervis, 1829, D&H Canal Company auf einer Seite, America auf der anderen Seite und Blew up July 26, 1829. auf der Innenseite des Deckels. Weitere Informationen zum Vorfall sind nicht bekannt. Es wird vermutet, dass die Delaware and Hudson Canal Company versuchte, den Vorfall zu vertuschen, um zu verhindern, dass der Aktienkurs der Gesellschaft zusammenbricht.

## Nachbau
Die Delaware and Hudson Railroad baute 1932 eine betriebsfähige Nachbildung der Stourbridge Lion, wobei – wie beim Original – alle Eisenteile von Hand geschmiedet wurden. Die Nachbildung wurde 1933 an der A-Century-of-Progress-Ausstellung in Chicago gezeigt und ist heute im Honesdale Museum der historischen Gesellschaft des Wayne County ausgestellt.

## Technische Beschreibung
Die Lokomotive verfügte über einen einfachen Flammrohrkessel ohne Rauchkammer. Der Schornstein führte am Ende des Flammrohres durch die Kesseldecke nach außen. Die Auspuffleitungen der Zylinder wurde vorne am Kessel hochgeführt, mit einem T-Stück vereinigt und dem Blasrohr im Schornstein zugeführt.
Der Antrieb der Lokomotive bestand aus zwei Balanciermaschinen, deren Zylinder seitlich links und rechts senkrecht am hinteren Ende des Kessels angebracht waren. Die Treibstangen waren nahe den Kolbenstangen an den hinteren Enden der Balancierhebel angebracht und trieben die Räder der hinteren Achse der Lokomotive an. Kuppelstangen verbanden die beiden Radsätze miteinander.
Die Räder der Lokomotive hatten Speichen und Felgen aus Holz, einzig die Nabe war aus Gusseisen und die Speiche, an welcher die Kuppelstange angriff, aus Schmiedeeisen. Erstmals bei einer Lokomotive wurden Gegengewichte in den Rädern der Antriebsachse angewendet.
Anstelle eines Schlepptenders wurde ein Kohlewagen mit Wasservorräten mitgeführt. Das Wasser wurde von Kolbenpumpen, die mit einer Stange von den Balancierhebeln angetrieben wurde, in den Kessel befördert. Zur Vorwärmung gelangte das Wasser zunächst mit Schwerkraft in einen Behälter unter dem Kessel, durch den die Abdampfleitungen der Zylinder geführt wurden. Es dürfte einer der ältesten Anwendungen einer Speisewasservorwärmanlage auf einer Dampflokomotive gewesen sein.

## Agenoria

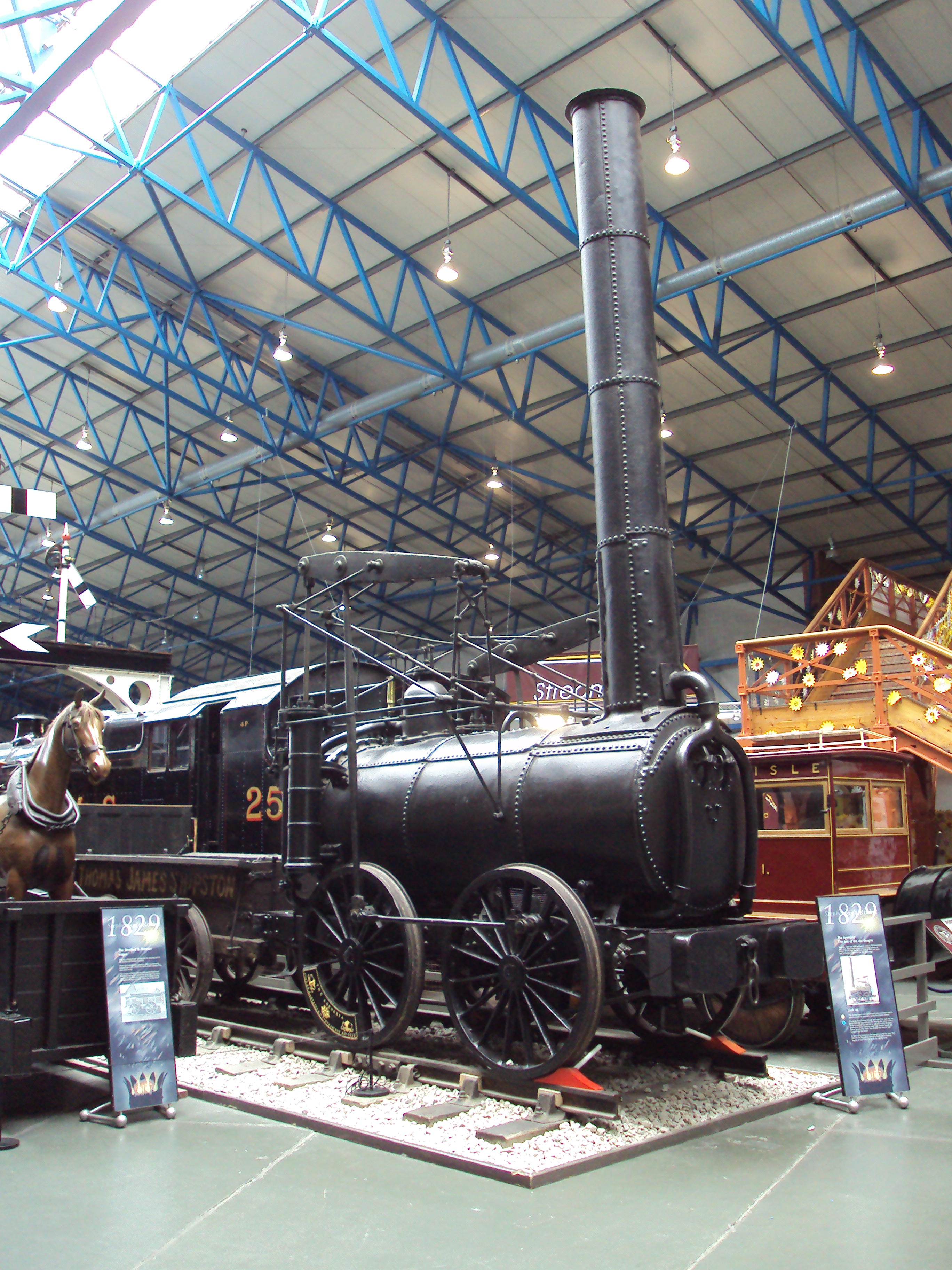
Agenoria im National Railway Museum (York)

Die Foster, Rastrick and Company baute nach den drei für Amerika bestimmten Lokomotiven 1829 eine weitere Lokomotive derselben Bauart. Sie trug den Namen Agenoria und wurde bei der Kingswinford Railway, auch Shutt End Railway genannt, eingesetzt, wo sie auf der 3 km langen Verbindung zwischen zwei schiefen Seilebenen eingesetzt wurde. Sie ist heute im National Railway Museum in York, England ausgestellt.